# La sposa sognata
La sposa sognata (Dream Wife) è un film statunitense del 1953 diretto da Sidney Sheldon.

## Trama
Clemson (Clem) Reade, funzionario del governo statunitense, è deluso dal suo fidanzamento con Effie, sempre troppo dedita al proprio lavoro al Ministero degli Esteri; sogna una moglie tutta dedita alla casa e al marito e decide di sposare Tarji, giovane principessa del Bukistan conosciuta durante un viaggio di lavoro e presentatagli dal padre, sovrano di quel paese orientale. Il fidanzamento, però, si presenta ricco di sorprese e anche di qualche delusione, viste le rigide norme prematrimoniali cui Clem deve adeguarsi per compiacere la famiglia di Tarji. Effie, nel frattempo, viene incaricata dal Ministero di fare da interprete tra l'ex fidanzato e la principessa (affinché non venga compromesso un importante accordo commerciale in corso di definizione tra gli Stati Uniti e il Bukistan) e deve fare in modo che la giovane modifichi le sue abitudini orientali diventando una vera sposa americana. In realtà Effie, diventata gelosa di Clem, è convinta che Tarij, una volta "americanizzata", smetta di piacere al suo ex e le permetta di riavvicinarsi pian piano a lui. La previsione si rivelerà giusta e anche Tarij deciderà di non voler più essere la consorte ideale. Superate le complicazioni diplomatiche, tutto finisce nel migliore dei modi con la riconciliazione di Effie con Clem.

## Produzione
Cary Grant aveva interpretato numerose commedie per il grande schermo; le ultime due in ordine di tempo erano state C'è posto per tutti (Room for One More) per la regia di Norman Taurog e Il magnifico scherzo (Monkey Business), in cui per la quinta e ultima volta si fa dirigere da Howard Hawks. I risultati erano stati eccellenti dal punto di vista della sua recitazione, ma non rendevano più abbastanza dal punto di vista economico. I gusti del pubblico stavano cambiando e le sue capacità di attrarre spettatori erano in declino tanto che in questo periodo, non convinto dal potenziale commerciale di alcuni copioni, l'attore si trovò a rifiutare ruoli da protagonista in film come Vacanze romane, Sabrina e È nata una stella, a favore rispettivamente di Gregory Peck, Humphrey Bogart e James Mason. «Erano gli anni dei blue jeans, dei drogati, del metodo Stanislavskij e a nessuno interessavano più le commedie», raccontò molti anni più tardi. Dopo aver recitato per contratto in questo La sposa sognata, Grant aveva deciso di lasciare il cinema. La stessa MGM, non ponendo più di tanta fiducia nel prodotto, finì col distribuirlo senza alcuna campagna pubblicitaria nell'estate 1953. Passarono due anni prima che Cary Grant venisse persuaso da Hitchcock a ritornare sullo schermo.
Il film fu diretto da Sidney Sheldon su una sceneggiatura da Herbert Baker, Alfred Lewis Levitt e dello stesso Sheldon. La colonna sonora è opera di Conrad Salinger, la fotografia di Milton R. Krasner e la scenografia di Daniel B. Cathcart e Cedric Gibbons.

## Distribuzione
Il film fu distribuito negli Stati Uniti nel 1953 dalla Metro-Goldwyn-Mayer al cinema. È stato poi pubblicato in VHS negli Stati Uniti dalla MGM/UA Home Entertainment nel 1997.
Alcune delle uscite internazionali sono state:
- negli Stati Uniti il 19 giugno 1953 (Dream Wife)
- in Svezia il 16 novembre 1953 (Drömhustrun)
- in Francia il 25 novembre 1953
- in Portogallo il 3 dicembre 1953 (A Esposa Ideal)
- in Finlandia il 28 maggio 1954 (Ihannevaimo)
- in Germania Ovest il 6 dicembre 1954 (Du und keine andere)
- in Austria il gennaio 1955 (Du und keine andere)
- in Danimarca il 16 settembre 2007
- in Ungheria (Álmaim asszonya)
- in Grecia (I mnisti ekpaidevetai)
- in Venezuela (La esposa ideal)
- in Spagna (La mujer soñada)
- in Italia (La sposa sognata)

## Promozione
Le tagline sono:
- "M-G-M's HILARIOUS HIT!".
- "It's a RIOT how Cary carries on!".

## Critica
Secondo il Morandini il film si avvale di dialoghi divertenti ma risulta prevedibile nella trama oltre ad essere grossolano a livello comico con un ritmo lento e sostanzialmente ingenuo.